# الجانودية
الجانودية بلدة وناحية سوريّة إداريّة تتبع منطقة جسر الشغور في محافظة إدلب. تقع البلدة على على هضبةٍ ارتفاعها 650 مترًا فوق سطح البحر. بلغ عدد سكان الناحية 19642 نسمة حسب تعداد عام 2004.
تقع بلدة «الجانودية» عروس الشمال السوري بإطلالتها الخلابة، وجبالها ووديانها ذات الخضرة الدائمة والمياه العذبة، وهوائها الذي ينعش الأنفاس، الأمر الذي يشجع الزائر إليها لتكرار رحلته.
موقع eIdleb زار «الجانودية» والتقى المهندس «أيمن غريبي» رئيس المجلس البلدي للحديث عن سمات البلدة وتاريخها فقال: «تتخذ «الجانودية» موقعاً حصيناً على قمة هضبة ومن موقعها اشتقت تسميتها، وتبعد /10/ كم شمال «جسر الشغور»، و/54/ كم غرب مدينة «إدلب»، وتشرف على جبال اللاذقية وجبلي التركمان والاكراد وجبل الأقرع المطل على البحر المتوسط ومدينة كسب الحدودية غرباً وعلى الجبل الوسطاني في الشرق، ويبلغ عدد سكانها 13700 نسمة، وتشتهر بحلتها الخضراء على مدار العام لانتشار غابات الصنوبر والأرز والثرو ومجاري المياه العذبة وأهمها النهر الأبيض ونهر بكفلا وعين الحديد.
تغطي بساتين الزيتون مساحة 80% من الأرض الزراعية في البلدة، وهذا جعلها من أولى المناطق في زراعة الزيتون، وتنتشر عدة أصناف رئيسية هي «الصوراني»، و«القرماني»، و«الخلخالي»، و«الجلط»، وتستضيف القرية سنوياً السوق المركزي لتجارة زيتون المائدة من جميع قرى محافظة إدلب، يبدأ السوق أعماله بتاريخ 15/10 من كل عام، ويستمر حتى شهر كانون الثاني، ويرتاده التجار من كافة المحافظات السورية.
أما عن البلدة سياحياً وخدماتها فقال «غريبي»: «تعد البلدة من أجمل مناطق الاصطياف في سورية لتوفر مقومات نجاح السياحية تنوع التضاريس وجمال الطبيعة الاصطيافية، لكن البعد عن الطرق المركزية الواصلة بين المحافظات يشكل أهم العقبات في نمو السياحة، وجميع تنوع التضاريس وجمال الطبيعة المصطافين هم من أبناء المحافظة.

## الخدمات
الصرف الصحي في القرية يمتد على /98%/ من مساحة المخطط التنظيمي لصعوبة الوصول إلى بعض المناطق، ويوجد في القرية مستوصف صحي فيه طبيب للأطفال، و/4/ أطباء أسنان، وممرضات، ويقوم بتقديم رعاية الحوامل والإسعافات الأولية واللقاحات، ويبلغ عدد مدارس القرية /5/ مدارس، منها ثانوية و/4/ مدارس للتعليم الأساسي و /3/ جوامع ومقام الشيخ فارس، وتم مد شبكة مياه حديثة عام /2003/ لتأمين مياه الشرب لجميع البلدة».
وعن مشروع سد «النهر الأبيض» قال «غريبي»: «هو مشروع سد تخزيني تم إنشاؤه للتدفق الكبير للمياه في الجانودية الشتاء وتبلغ طاقته التخزينية /78/ مليون متر مكعب من المياه لإرواء الأرض الزراعية لجميع القرى المحيطة بمنطقة السد.
يشار أن الجانودية تعتمد على تجارة المحاصيل الزراعية وأهمها الزيتون والحمضيات بجميع انواعها كالتفاح والبرتقال والخوخ